# Ельвіо Сото
Ельвіо Сото (21 лютого 1930, Сантьяго, Чилі — 29 листопада 2001, там само) — видатний чилійський кінорежисер 1960-1970-х років.

## Біографія
Народився 21 лютого 1930 року у Сантьяго, столиці Чилі в родині Луїса та Леоніти Сото.
Вивчав право.
Емігрував з Чилі, спочатку до Аргентини, де знімав любительські фільми, згодом до Еквадору, де працював на радіо.
Написав кілька книг, серед яких — «Тиждень за тижнем».
Після повернення до Чилі починає знімати фільми на соціальну тематику. Зйомки веде на 16-мм кінокамеру.
Перший його короткометражний фільм, знятий у жанрі «неореалізму» за допомогою студії експериментального кіно Чилійського університету, називався «У мене був товариш».
Опісля перших короткометражних фільмів, у  1968 році Сото знімає  першу картину «повного метру» під назвою «Lunes 1, domingo 7» (оператор — Фернандо Беллет).
У 1969 році створює фільм «Кривава пляма» (ісп. «Caliche sangriento»), найбільш неоднозначний зі своїх фільмів. Проте цензура при уряді президента Едуардо Фрей Монтальва перед випуском фільму  у прокат видалила деякі сцени. При цьому фільм все одно користувався широкою популярністю, проте преса замовчувала успіх цього фільму.
Після приходу до влади Сальвадора Альєнде Ельвіо Сото було запрошено на роботу у Національне телебачення Чилі.
Через надмірну завантаженість він лише у 1971 році знімає свій наступний 70-хвилинний фільм «Я голосую за рушницю» («Voto más fusil»).
Далі він працює над фільмом, у котрому перемішуються реальні та вигадані події, — «Метаморфози голови політичної поліції» (ісп. «Metamorfosis de un jefe de la policía», 1973 рік).
Після того, як у країні стався державний переворот, Ельвіо Сото емігрує до Європи, де згодом знімає на основі реальних подій свій перший «європейський» фільм «Над Сантьяго йде дощ», де зображуються дні перевороту, викрадення і тортури людей. Цей фільм був широко визнаний у Європі, Азії та Північній Америці, але заборонений піночетівським військовим режимом. 
Тривалий час Ельвіо Сото страждав у вигнанні у далеких країнах, аж поки не зміг повернутися в Чилі у дев'яностих роках. Повернувшись на батьківщину, він віддає усі свої сили навчанню нових поколінь кінорежисерів.
Разом із чилійськими режисерами Мігелемь Літтіною, Патрісіо Гусманом і Раулем Руїсом, Ельвіо Сото вважається частиною так званої «Чилійської школи» кінематографу.

## Фільмографія

### Режисер, сценарист
- У мене був товариш ( Yo tenía un camarada) (1964)
- Неграмотні (El analfabeto) (1965)
- Ана (1)  (Ana (1)) (1965)
- Азбука Любові  (El ABC del amor) (1966)
- Érase un niño, un guerrillero, un caballo... (1967)
- Mundo mágico (1967)
- Понеділок, 1, неділя, 7  (ісп. Lunes 1°, domingo 7) (1968)
- Кривава пляма  (ісп. Caliche sangriento) (1969)
- Я голосую за рушницю  (ісп. Voto + fusil) (1971)
- Метаморфози голови політичної поліції  (ісп. Metamorfosis del jefe de la policía política) (1973)
- Над Сантьяго йде дощ  (ісп. Llueve sobre Santiago) (1975)
- La triple muerte del tercer personaje (1979)
- Americonga: Mon ami Washington (1986)

### Продюсер
- Сонця острова Пасхи (фр. Les soleils de l'Ile de Pâques) (1972), Франція Бразилія Чилі;
- Азбука Любові  (ісп. El ABC del amor) (1966)
- Érase un niño, un guerrillero, un caballo... (1967)
- Mundo mágico (1967)

### Актор
- Місяць над Парадором (англ. Moon Over Parador), (1988), режисер Пол Мазурскі, США.